# تيودورو باراديس
تيودورو باراديس (بالإسبانية: Teodoro Paredes) (1 أبريل 1993 بكاغوازو في باراغواي - ) هو لاعب كرة قدم باراغواياني في مركز الدفاع. لعب مع روبيو نيو ‏.

## وصلات خارجية
- تيودورو باراديس على موقع قاعدة بيانات كرة القدم.إي يو (الإنجليزية)
- تيودورو باراديس على موقع Soccerway.com (الإنجليزية)